# Goodeniengewächse
Goodeniengewächse oder Griffelbechergewächse (Goodeniaceae) sind eine Pflanzenfamilie in der Ordnung der Asternartigen (Asterales). Die meisten Arten sind in Australien beheimatet. Am bekanntesten ist die Beet- und Balkonpflanze Blaue Fächerblume (Scaevola aemula).

## Beschreibung

### Erscheinungsbild und Blätter
Es sind meist immergrüne, einjährige oder ausdauernde krautige Pflanzen, seltener Halbsträucher, Sträucher oder kleine Bäume. Sie wachsen selbständig aufrecht oder seltener kletternd. Nur wenige Arten besitzen Stacheln.
Sie besitzen oft Büschel von zottigen Haaren (Trichome) an ihren Blattachseln. Die meist wechselständig, selten gegenständig oder wirtelig angeordneten Laubblätter sind oft ungestielt. Die einfachen Blattspreiten besitzen glatte, gelappte, gesägte oder gezähnte Blattränder. Nebenblätter fehlen immer.

### Blütenstände und Blüten

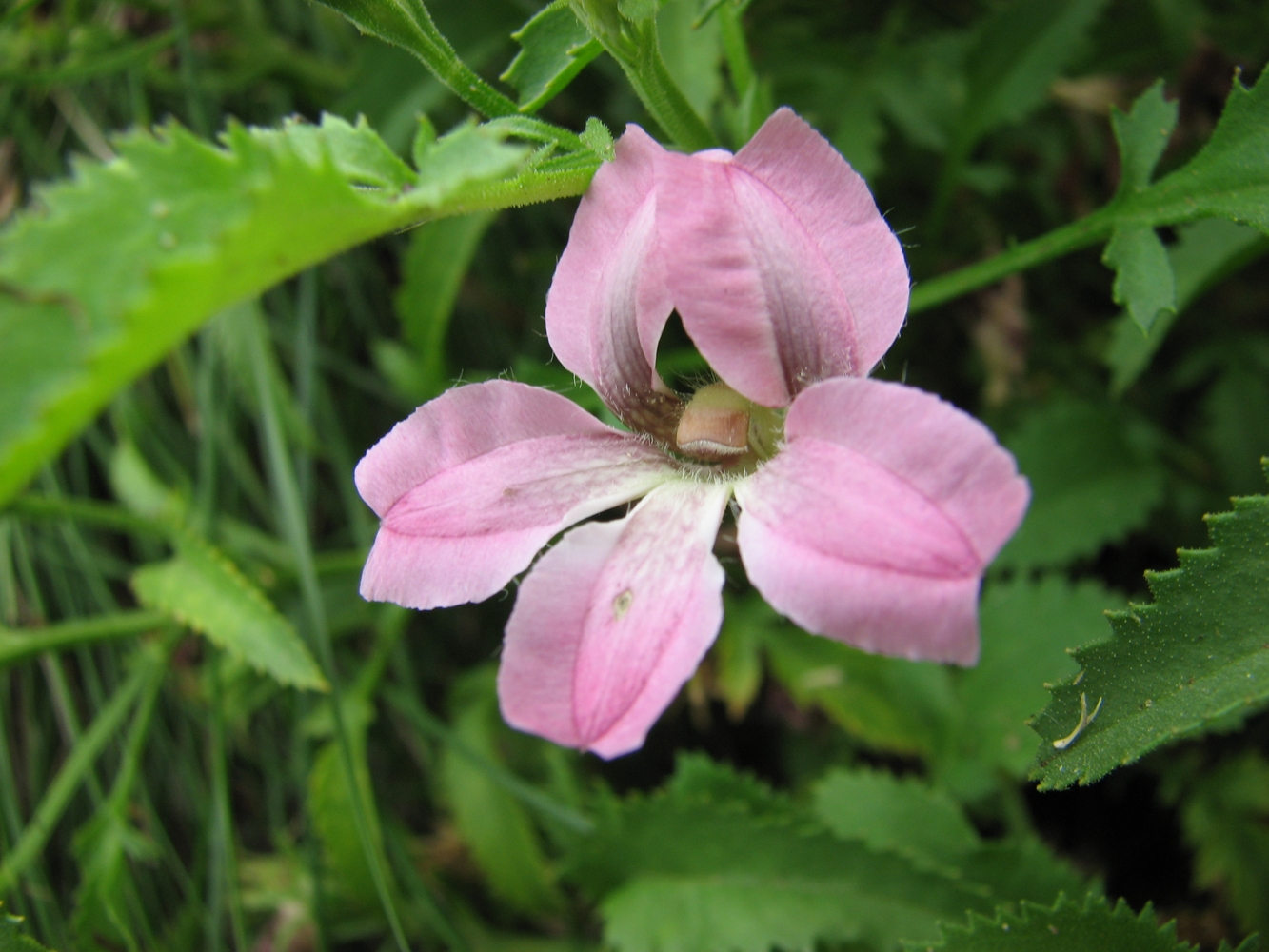
Zygomorphe Blüte von Goodenia macmillanii

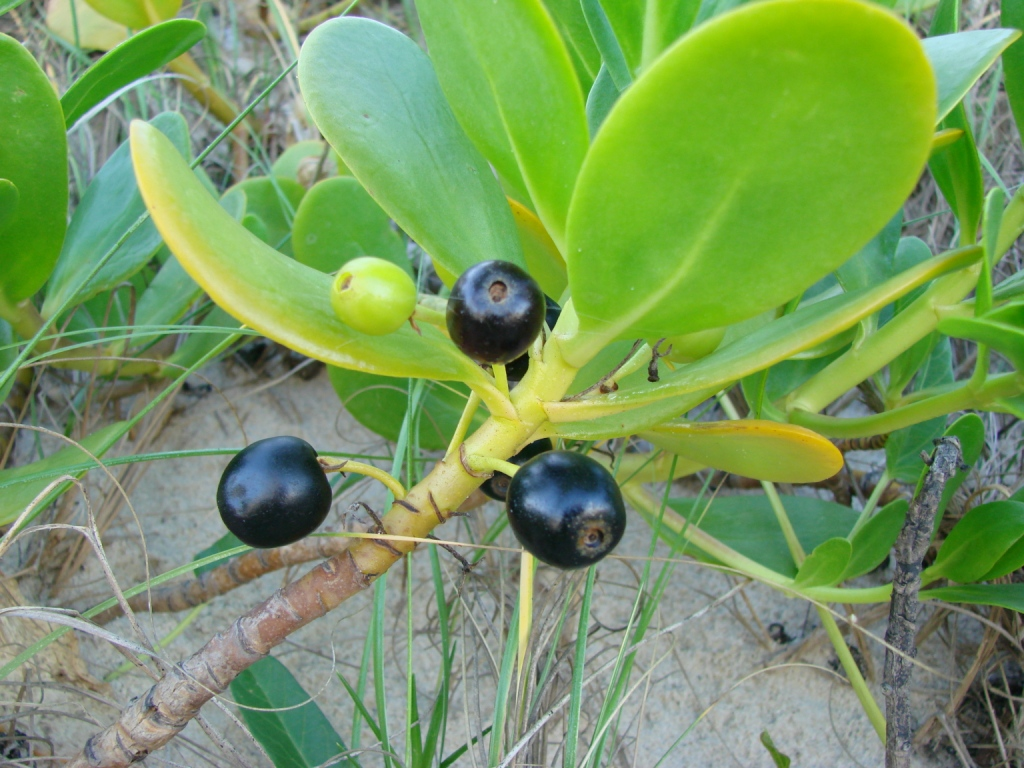
Steinfrüchte von Scaevola plumieri

Die Blüten stehen einzeln in den Blattachseln oder zu mehreren bis vielen in zymösen, traubigen, schirmtraubigen, ährigen, kopfigen (Brunonia australis) oder scheindoldigen Blütenständen.
Die zwittrigen Blüten sind zygomorph oder selten fast radiärsymmetrisch und meist fünfzählig mit doppelter Blütenhülle. Die meist fünf, selten drei meist relativ kleinen Kelchblätter sind frei oder verwachsen. Die Farben der Kronblätter reichen von weiß bis gelb und von rosa- über malvenfarben bis bräunlich-rot sowie blau. Die fünf Kronblätter sind an ihrer Basis verwachsen. Die Kronröhre öffnet sich, außer bei Scaevola und Selliera, auf der Blütenunterseite. Die Krone ist mehr oder weniger zweilippig oder einlippig (beispielsweise Scaevola). Die fünf Kronlappen sind zweiteilig oder oft dreizähnig ausgerandet. Oft umhüllen „Öhrchen“ der Kronblätter die Staubblätter.
Es ist nur ein Kreis mit fünf freien oder verwachsenen Staubblättern vorhanden und können mit der Basis der Kronblätter verwachsen. Die sich mit einem Längsschlitz öffnenden Staubbeutel sind frei oder um den Griffel herum verwachsen. Der Pollen fällt in die Staubbeutelröhre, bevor der Griffel emporwächst. Zwei Fruchtblätter sind zu einem meist unter- bis halbunterständigen oder selten oberständigen (Velleia), mehr oder weniger zweikammerigen, scheinbar einkammerigen, oder selten vierkammerigen (Scaevola porocarya) Fruchtknoten verwachsen. Der Fruchtknoten enthält ein bis einige anatrope Samenanlagen in zentralwinkelständiger oder basaler Plazentation.

### Früchte und Samen
Die Früchte besitzen oft einen haltbaren Kelch; es sind meist Kapselfrüchte (beispielsweise Goodenia), seltener Steinfrüchte (beispielsweise Scaevola), oder kleine Nussfrüchte. Die meist flachen Samen können geflügelt oder ungeflügelt sein. Die Samen enthalten viel Endosperm und einen geraden Embryo.

## Bestäubungsmechanismus
Es findet sekundäre Pollenpräsentation in einem Pollenbecher statt, wobei der Pollen der obligat proterandrischen Blüten noch vor der Öffnung der Blüte in den Pollenbecher abgeladen wird. Der Griffel schiebt mit dem becherförmigen Häutchen (Indusium) unterhalb der Narbe den Pollen aus der Staubblattröhre heraus, bevor es zur weiblichen Blühphase mit der Öffnung der kleinen Narbe kommt. Die Bestäubung erfolgt durch Insekten, die den Pollen vom Griffel aus übertragen bekommen – „abbürsten“.

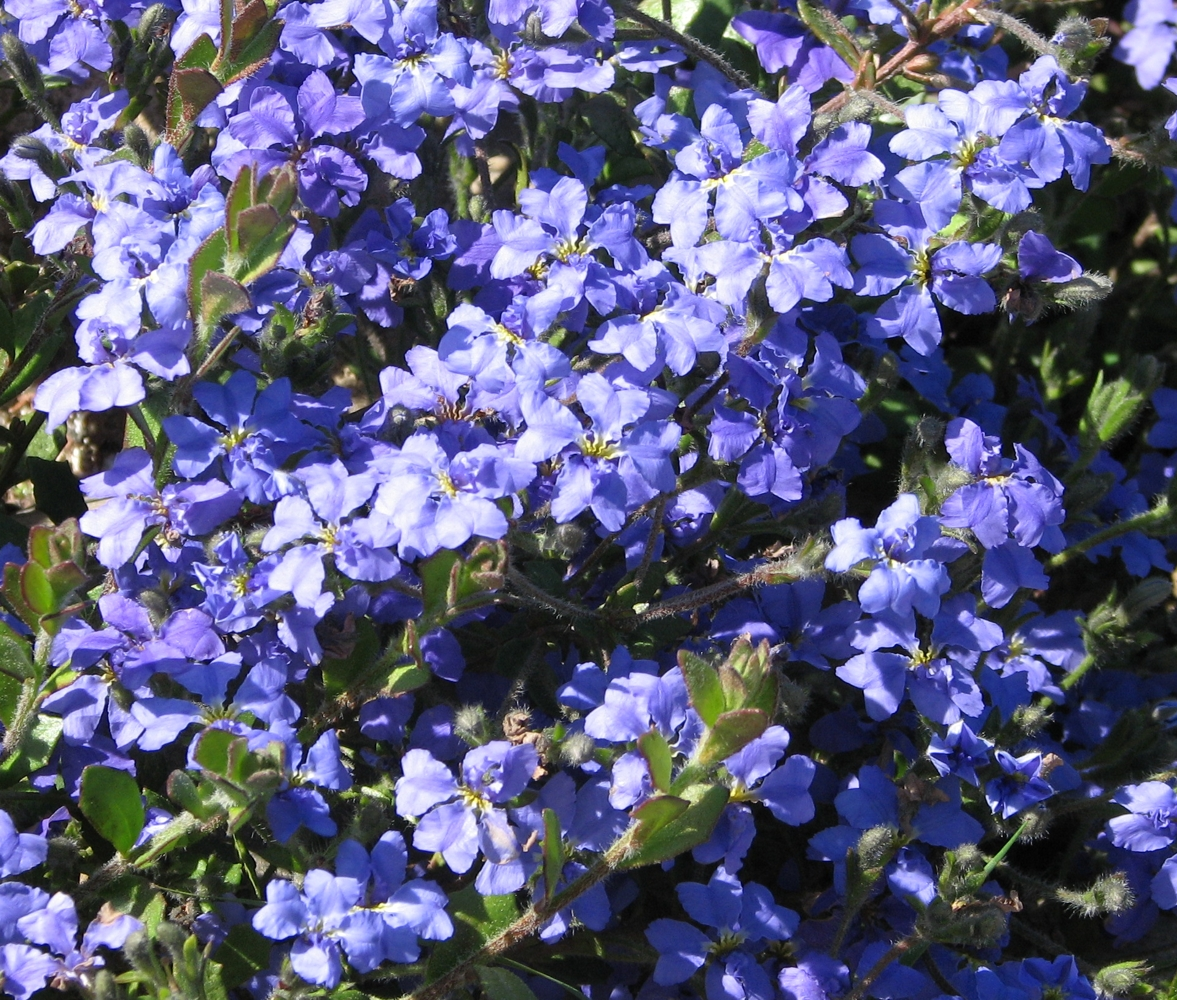
Dampiera linearis

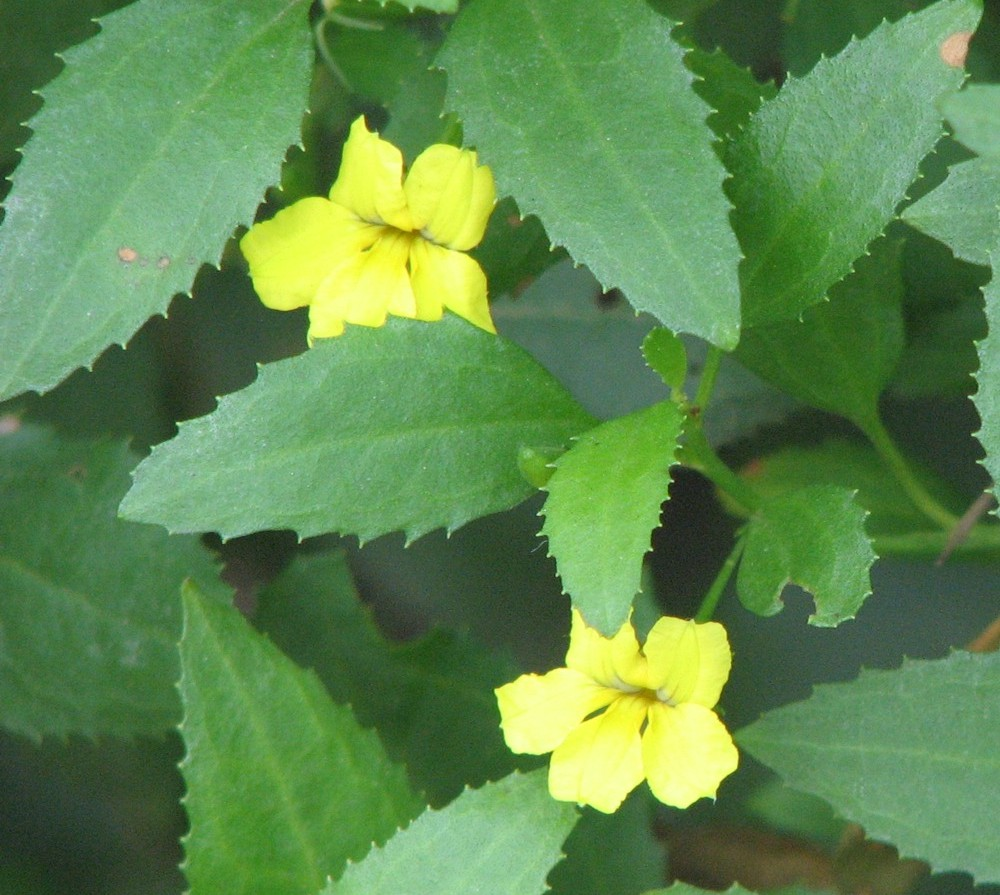
Goodenia ovata

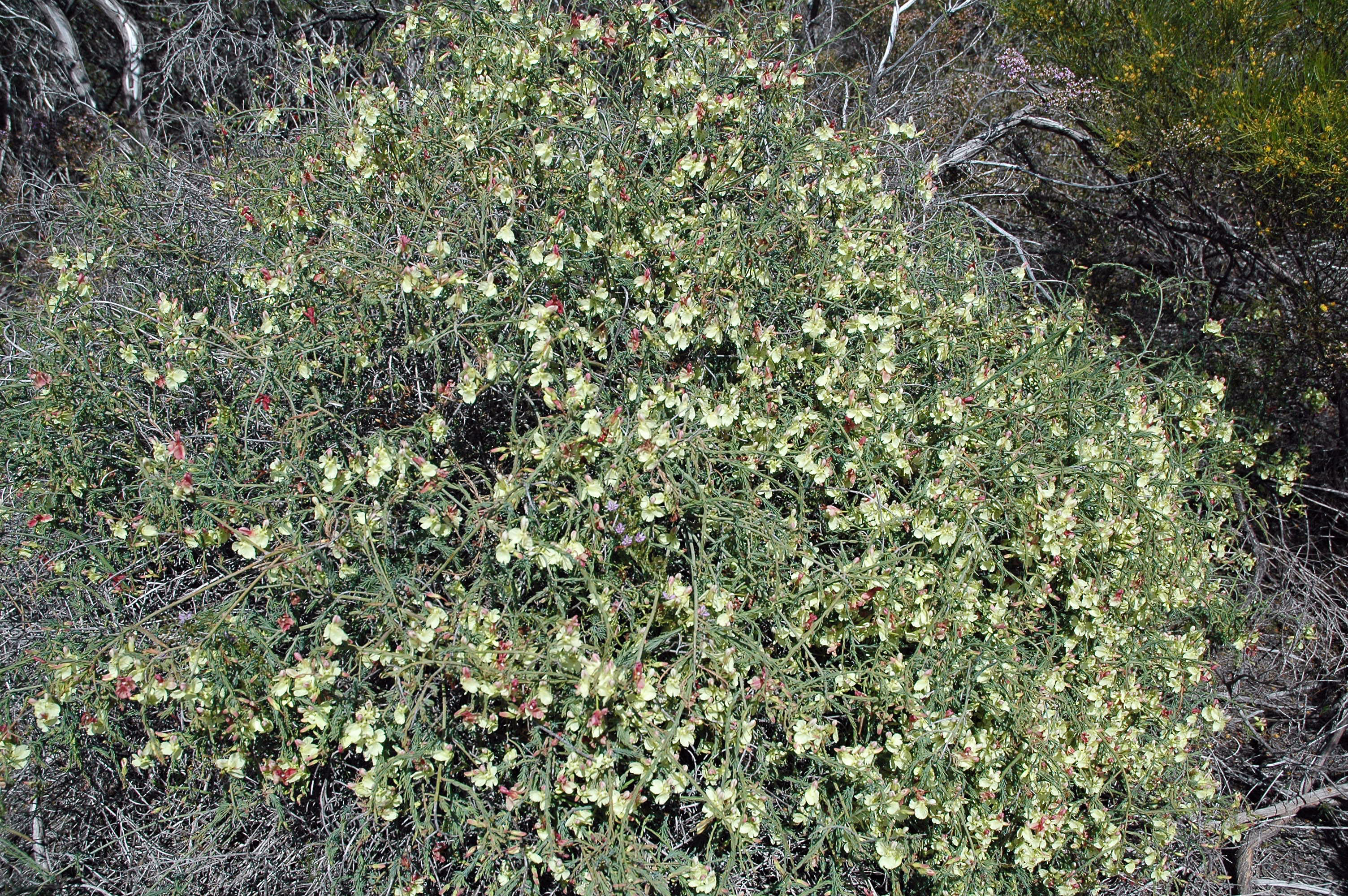
Habitus und Blüten von Lechenaultia linarioides

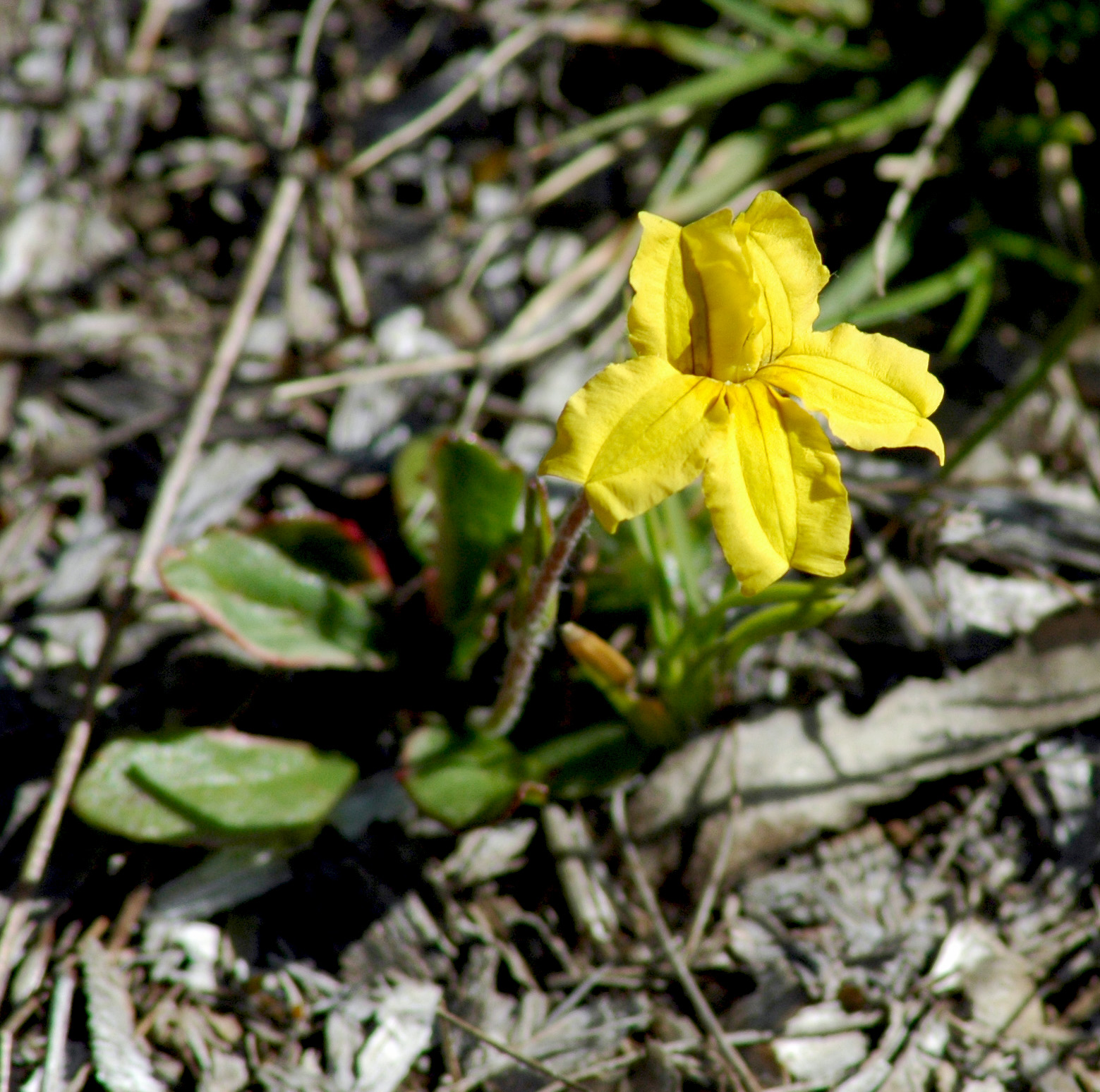
Velleia paradoxa

## Systematik und Verbreitung
Die Familie Goodeniaceae wurde 1810 durch Robert Brown in Prodromus Florae Novae Hollandiae, S. 573 mit der Schreibweise „Goodenoviae“ aufgestellt. Typusgattung ist Goodenia Sm.  Synonyme für Goodeniaceae R.Br. sind Scaevolaceae Lindl. und Brunoniaceae R.Br.
Das Verbreitungsgebiet der meisten Arten ist Australien (alle Gattungen) und Malaysia. Einige Arten haben ihre Areale in Südamerika, Afrika, auf den Karibischen Inseln, Neuseeland und Südostasien.
Es gibt etwa zwölf Gattungen mit etwa 300 bis 440 Arten in der Familie der Goodeniengewächse (Goodeniaceae):
- Anthotium R.Br.: Die drei bis vier Arten sind im südwestlichen Australien verbreitet.
- Brunonia Sm.: Sie enthält nur eine Art:
  - Brunonia australis Sm. ex R.Br.: Sie ist in Australien weitverbreitet.
- Coopernookia Carolin: Die etwa sechs Arten sind im südlichen Australien verbreitet.
- Dampiera R.Br.: Die etwa 65 bis 66 Arten in ganz Australien verbreitet.
- Diaspasis R.Br.: Sie enthält nur eine Art:
  - Diaspasis filifolia R.Br.: Sie ist im südwestlichen Australien verbreitet.
- Goodenien (Goodenia Sm.): Die 170 bis 180 Arten sind in Ost- und Südostasien (Neuguinea, Indonesien und Philippinen) sowie Australien verbreitet. Nur eine Art, Goodenia konigsbergeri, kommt nicht in Australien, sondern nur in Thailand, Kambodscha, Vietnam und Indonesien vor.[6]
- Lechenaultia R.Br. (Syn.: Leschenaultia DC.): Die etwa 21 Arten kommen alle in Australien vor, nur eine Art reicht auch bis Neuguinea.
- Pentaptilon E.Pritz.: Sie enthält nur eine Art:
  - Pentaptilon careyi (F.Muell.) E.Pritz.: Sie kommt nur in Western Australia vor.
- Fächerblumen (Scaevola L.): Die etwa 80 bis 130 Arten sind pantropisch, mehr in subtropischen Gebieten der Südhalbkugel, aber hauptsächlich in Australien (etwa 71 Arten) verbreitet, einigen Arten gibt es in der Karibik.
- Selliera Cav.: Sie enthält nur zwei Arten:
  - Selliera radicans Cav.: Sie besitzt ein disjunktes Areal in Chile, Neuseeland, Tasmanien, Victoria, Western Australia und South Australia.
  - Selliera microphylla Colenso: Sie ist ein Endemit im Central Volcanic Plateau und angrenzenden Bergen auf der neuseeländischen Nordinsel.
- Velleia Sm.: Die etwa 21 Arten kommen alle in Australien vor, nur eine Art reicht auch bis Neuguinea.
- Verreauxia Benth.: Die etwa drei Arten sind im südwestlichen Australien verbreitet.

## Illustrationen

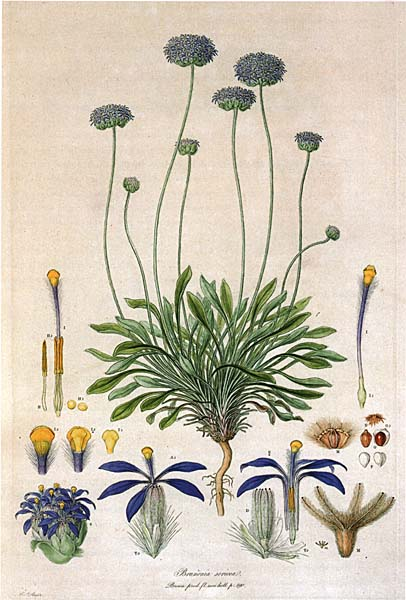
Brunonia australis
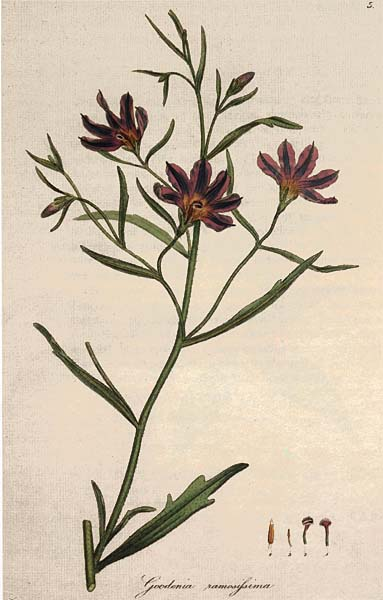
Scaevola ramosissima
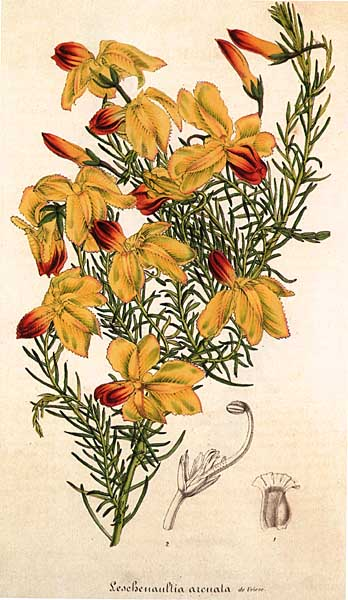
Lechenaultia linarioides